# Numéro 10 (film)
Pour les articles homonymes, voir Numéro 10.
Pour plus de détails, voir Fiche technique et Distribution.
Numéro 10 est un film français réalisé par David Diane, sorti en 2024 sur Amazon Prime Video.

## Synopsis
À l'âge de 20 ans, Ousmane Diallo est présenté comme la nouvelle star internationale du football. Durant une soirée, le footballeur doit opter pour la sélection qu'il représentera ; l'équipe de France ou l'équipe de Sénégal. La France est son pays natal où il a grandi, tandis que le Sénégal est la patrie d'Hamidou, son père. Beaucoup de personnes ont un avis sur la question, mais Ousmane Diallo doit faire son choix lors de cette seule soirée, qui s'avère être la plus longue de sa vie.

## Fiche technique
- Réalisateur : David Diane
- Scénaristes : Rémi et Simon Moutaïrou
- Musique : Thomas Le Souder
- Montage : Thomas Fernandez
- Directeur de la photographie : Cyril Bron
- Société de production : Marvelous Productions
- Producteurs : Vivien Aslanian, Romain Le Grand, Fabrice Delville, Benjamin Drouin
- Pays :  France
- Date de sortie : 26 janvier 2024 (Amazon Prime Video)[1]
- Genre : Comédie dramatique
- Durée : 91 minutes

## Distribution
- Ibrahima Diallo : Ousmane Diallo
- Ilyes Djadel : Ilyes Alaoui
- Matthias Quiviger : Richard Nadeau
- Camille Chamoux : Sarah
- Jean-Baptiste Anoumon : Hamidou Diallo
- Chloé Lecerf : Marie
- Adel Bencherif  : Sati
- Bun Hay Mean : Indi
- Vianney Perez : Le Blond décoloré
- Isaya Sow : Ousmane Diallo (à 11 ans)
- Noham Guenifi : Ilyes Alaoui (à 11 ans)
- Ciryl Gane : lui-même
- Djibril Cissé : lui-même
- Patrice Évra : lui-même
- Abdou Diallo : lui-même
- Daniel Riolo : lui-même
- Gilbert Brisbois : lui-même
- Vegedream : lui-même
- Myth Syzer : lui-même